# Джеррі Вільямс
Ерік Свен Фернстрем (15 квітня 1942 — 25 березня 2018), відомий під сценічним псевдонімом Джеррі Вільямс, — шведський співак й актор. Він розпочав свою кар'єру як вокаліст гурту «The Violents», а потім зайнявся сольною кар'єрою.

## Ранні роки
Вільямс виріс у сім'ї робітників у Сульні. Мати Вільямса, медсестра, померла, коли йому було лише дванадцять років. Батько опікувався ним і братом сам. Він дуже цікавився спортом, і в дитинстві грав у футбол, хокей, займався велоспортом. Він також був членом боксерського клубу «Нарва БК».
У молодості Вільямс працював сантехніком. У 1966 році пройшов строкову військову службу.

## Кар'єра
У 1962 році Вільямс приєднався до «The Violents», шведського гурту, який створили у 1959 році під впливом англійського інструментального гітарного гурту «The Shadows». Склад гурту змінювався. Вільямс приєднався у 1962 році, він став фронтменом і солістом. У 1962 році виходить їхній сингл «Darling Nelly Gray», який став головним хітом у Швеції.
У 1962 році перед виступом Літтла Річарда у Star-Club у Гамбурзі «The Violents» з Вільямсом і «The Beatles» виступали на розігріві. У 1963 році, під час гастролей «The Beatles» Швецією, «The Violents» з Вільямсом були на розігріві. Гурт розпався у 1966 році.
У 1960-х Вільямс записав трек «The Wonder Of Your Love» з англійським продюсером Джо Міком. Він ніколи не виходив, його знайшли після смерті Міка. Наприкінці 1960-х на музичний стиль Вільямса вплинув соул. У 1969 році пісня «Keep On» стала хітом у Швеції.
Він повернувся до рок-н-рольної музики на початку 1970-х років і виступав з гуртом «Roadwork» до початку 1980-х. Протягом 1970-х років він також гастролював з гуртом "The Telstars. У 1983 році Вільямс дебютував як актор у фільмі «G — som i gemenskap». Також він знявся у мюзиклі «Коти».
У 1989 році Вільямс випустив пісню «Did I Tell You», яка стала його найуспішнішим хітом, і платівку «JW», завдяки якій його відкрило нове покоління. На «Did I Tell You» також було знято кліп. Протягом цього часу Вільямс виступав на сцені «Live på Börsen» у Hamburger Börs у Стокгольмі, «Live 'n Jive» у Hamburger Börs у 1999 році, «Jerka» у Stora Teatern у Гетеборзі та Göta Lejon у Стокгольмі у 2002 році. А також «Ringside» у Scalateatern у 2005 році та Lorensbergsteatern у Гетеборзі у 2006 році. У 1985 році Вільямс отримав культурну нагороду Конфедерації профспілок Швеції, у 1991 році він з'явився на шведській марці. На пісенному конкурсі Євробачення 1989 року він був частиною хору для пісні «En dag» у виконанні Томмі Нільссона, який представляв Швецію.
За повідомленням, у 1986 році через неправильне використання коштів фінансовим радником Вільямс втратив майже 2,9 мільйона (шведських крон). Він був ведучим програми Sommar i P1 на Sveriges Radio 5 серпня 2009 року. У 2010 році мистецький проєкт із його роботами був виставлений у Göteborgs Konsthall у Гетеборзі. У 2009 та 2010 роках він мав шоу «Dynamite» у Rondo у Гетеборзі та Tyrol у Стокгольмі. Він кілька разів виступав у популярному телевізійному шоу «Allsång på Skansen».
17 січня 2013 року відбулась прем'єра туру Вільямса «Jerry — The Farewell Show» у Cirkus у Стокгольмі. Протягом більшої частини 2013 року було продано понад 100 000 квитків на весь паншведський тур.
Також у 2013 році Вільямс співпрацював з оперною співачкою Маленою Ернман над її альбомом «I decembertid». Він заспівав «Counting Miracles», першу пісню альбому дуетом з Ернман. Пісня потрапила в чарт Svensktoppen і посіла перше місце 6 квітня 2014 року.

## Мова
Особливістю співака було використання унікальних мови та мовлення протягом усього життя. Це був свого роду соціолект заснований на старих стокгольмських діалектах і сленгу, змішаних зі словами та виразами, які використовували музиканти, які гастролювали. Він також вигадував нові слова, метафори та вирази; де-які з них стали використовуватися. Іноді, коли він з'являвся на телебаченні, телекомпанія субтитрувала виступ стандартизованою шведською мовою.

## Особисте життя
Вільямс все життя був комуністом. Поза сценою він вів дуже приватне життя зі своєю сім'єю, собаками та тренуваннями. Був уболівальником АІК.
Вільямс був одружений з 1977 року і мав двох доньок. До одруження сам виховував сина. На момент смерті він жив у Тебі. Вільямс помер від раку у Тебі 25 березня 2018 року у віці 75 років.

## Дискографія

### Студійні альбоми
| Рік  | Альбом                              | Найкращі позиції |
| Рік  | Альбом                              | SWE]             |
| ---- | ----------------------------------- | ---------------- |
| 1963 | Jerry 21                            | -                |
| 1963 | Mr. Dynamite                        | -                |
| 1964 | More Dynamite                       | -                |
| 1964 | At the Star-Club                    | -                |
| 1965 | Mr. Dynamite Explodes Again         | -                |
| 1966 | Action                              | -                |
| 1968 | Power of Soul                       | -                |
| 1969 | Dr. Williams & Mr. Dynamite         | -                |
| 1970 | Leader of the Pack                  | -                |
| 1971 | Whole Lotta Shakin' Going On        | -                |
| 1972 | Money                               | -                |
| 1973 | Keep On                             | -                |
| 1974 | Sweet Little Rock 'n' Roller        | -                |
| 1976 | Kick Down                           | 45               |
| 1977 | Too Fast to Live — Too Young to Die | –                |
| 1979 | I Can Jive                          | 12               |
| 1980 | Hot Rock 'n' Roll Band              | –                |
| 1981 | No Creases                          | 48               |
| 1982 | God Bless Rock 'n' Roll             | 46               |
| 1983 | 2 Faces                             | 43               |
| 1984 | Working Class Hero                  | –                |
| 1987 | One and One                         | 44               |
| 1989 | JW                                  | 3                |
| 1993 | Jerry Williams                      | 13               |
| 1996 | Keep On Rollin'                     | 16               |
| 1998 | Kung i blodet                       | 11               |
| 2000 | Can't Slow Down                     | 6                |
| 2002 | Sweet Sixty                         | 16               |
| 2011 | Alright                             | 5                |
| 2013 | Keep On                             | 18               |
| 2015 | Ghost Rider                         | 4                |

### Живі альбоми
| Рік  | Альбом                                          | Найкращі позиції |
| Рік  | Альбом                                          | SWE              |
| ---- | ----------------------------------------------- | ---------------- |
| 1990 | Live på Börsen                                  | 7                |
| 1990 | Golden Hits Live                                | 59               |
| 2009 | Dynamite — Live                                 | 16               |
| 2018 | Man måste få lira (Live på Scalateatern / 2016) | 44               |

### Компіляції
| Рік  | Альбом                                | Найкращі позиції |
| Рік  | Альбом                                | SWE              |
| ---- | ------------------------------------- | ---------------- |
| 1999 | Jerry Williams Greatest Hits          | 2                |
| 2007 | I Can Jive — Det bästa Jerry Williams | 4                |

### Сингли
| Рік  | Сингл                                            | Найкращі позиції | Альбом |
| Рік  | Сингл                                            | SWE              | Альбом |
| ---- | ------------------------------------------------ | ---------------- | ------ |
| 1965 | «The Wanderer»                                   | Laurie 3339      |        |
| 1989 | «Did I Tell You»                                 | 1                |        |
| 1989 | «It Started With a Love Affair»                  | –                |        |
| 1990 | «Who's Gonna Follow You Home?»                   | 4                |        |
| 1991 | «If You See Her»(Джеррі Вільямс і «The Boppers») | 28               |        |
| 1992 | «Rock A Doddle»                                  | 31               |        |
| 1993 | » Goodbye Rolling Stones"                        | 21               |        |
| 1996 | «Jackson»                                        | 45               |        |
| 2005 | «Ringside»                                       | 59               |        |

## Фільмографія

### Фільми
| рік  | Назва                                   | Роль                                 | Примітки               |
| ---- | --------------------------------------- | ------------------------------------ | ---------------------- |
| 1963 | Åsa-Nisse och tjocka släkten            | Продавець у музичному магазині       |                        |
| 1967 | Drra på — Kul grej på väg till Götet    | у ролі себе                          |                        |
| 1983 | G — som i gemenskap                     | Мотоцикліст                          |                        |
| 1985 | На волі                                 | Фрассе                               | Короткометражний фільм |
| 1987 | Nionde kompaniet                        | у ролі себе (у титрах не зазначений) |                        |
| 1991 | Rock-a-Doodle                           | Chanticleer (шведський голос)        |                        |
| 1996 | Lilla Jönssonligan och cornflakeskuppen | Ейнар Вангеден                       |                        |

### Телебачення
| рік  | Назва        | Роль        | Примітки |
| ---- | ------------ | ----------- | -------- |
| 1999 | C/o Segemyhr | у ролі себе |          |
| 2003 | Håkan Bråkan | у ролі себе |          |

## Додаткова література
- Lahger, Håkan (2013). Jerry Williams: keep on : 1962-2013 (швед.). Stockholm: [Lyssna nu]. ISBN 978-91-85569-44-1.